# Nils Cleve
Nils Joachim Otto Cleve, född 25 juli 1905 i Helsingfors, död 8 april 1988 i Helsingfors, var en finländsk arkeolog, som erhöll professors titel 1971. 
Cleve tjänstgjorde från 1926 till 1934 som amanuens vid Nationalmuseum och var mellan 1934 och 1945 intendent för Åbo stads historiska museum. Han blev filosofie doktor 1948. Från 1945 till 1959 var han föreståndare för Finlands nationalmuseums historiska avdelning och statsarkeolog 1959–1971.
Cleve var även docent i arkeologi och materiell kulturhistoria i Helsingfors 1948–1963 och i nordisk arkeologi i Åbo 1944–1959.
Nils Cleve har riktat intresset mot Finlands järnålder.
Cleve var farbror till Anders Cleve.